# Ctenopsis garcini
Ctenopsis garcini es la única especie del género monotípico de plantas herbáceas perteneciente a la familia de las poáceas. Es originaria del Mediterráneo y Asia occidental.

## Descripción
Es una planta anual cespitosa con tallos de 10-40 cm de alto; herbácea. Culmo con nodos glabros. Entrenudos huecos. Las hojas basales no agregadas; no auriculadas. Láminas de las hojas lineales; estrechas; setaceas; (enrolladas); sin venación. Lígula persistente como una membrana de 0,7-1 mm de largo. Plantas bisexual, con espiguillas bisexuales; con flores hermafroditas. Inflorescencia en un solo racimo, o paniculada (a veces escasamente ramificada). Espiguilla fértil con ejes persistentes. Espiguillas solitarias; pediceladas. Espiguillas femeninas fértiles de 3,5-12 mm de largo, comprimidos lateralmente, desarticulándose por encima de las glumas.

## Taxonomía
Ctenopsis garcini fue descrita por (L.) Naudin y publicado en Annales des Sciences Naturelles; Botanique, sér. 5, 6: 13. 1866.
Etimología
El nombre del género deriva del griego ktenos (peine) y opsis (aspecto), aludiendo a una inflorescencia forma de peine.
Citología
Número de la base del cromosoma, x = 7. 2n = 14.
Sinonimia
- Sicyos garcini L.[3][4]